# Tsuruta Yoshiyuki

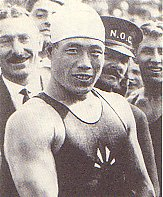
Tsuruta Yoshiyuki bei den Olympischen Spielen 1928

Tsuruta Yoshiyuki (jap. 鶴田 義行; * 1. November 1903 in Kagoshima, Präfektur Kagoshima; † 24. Juli 1986) war ein japanischer Schwimmer.

## Leben und Wirken
Tsuruta Yoshiyuki gewann bei den Olympischen Spielen 1928 in Amsterdam und bei den Olympischen Spielen 1932 in Los Angeles jeweils die Goldmedaille über 200 m Brust, wobei er in Los Angeles mit 2:45,4 min einen olympischen Rekord aufstellte. Später wurde er Trainer und trainierte unter anderem Yoshihiko Ōsaki, der bei den Olympischen Spielen 1960 in Rom die Silbermedaille über diese Strecke gewann. Im Jahr 1968 wurde er in die Ruhmeshalle des internationalen Schwimmsports in Florida, USA, aufgenommen.
1974 erhielt Tsuruta den Orden der Aufgehenden Sonne, 4. Klasse, und 1980 erhielt er vom Internationalen Olympischen Komitee (IOC) die Silbermedaille des Olympischen Ordens.